# Princeton (Schiff, 1943)
| The USS Princeton |                                                                                     |
| Dienstzeit        | US Naval Jack                                                                       |
| Bestellung:       | 16. Februar 1942                                                                    |
| Kiellegung:       | 2. Juni 1941                                                                        |
| Stapellauf:       | 18. Oktober 1942                                                                    |
| Indienststellung: | 25. Februar 1943                                                                    |
| Verbleib:         | Gesunken am 24. Oktober 1944 in der Seeschlacht im Golf von Leyte                   |
| Technische Daten  |                                                                                     |
| Verdrängung:      | 11.000 ts (Standard) 13.000 ts (Einsatz)                                            |
| Länge:            | 189,7 m                                                                             |
| Breite:           | 21,8 m (Wasserlinie) 33,3 m (Flugdeck)                                              |
| Höhe:             | 14 m (Flugdeck) 20,7 m (Brücke) 35,7 m (Mast)                                       |
| Tiefgang:         | 7,9 m                                                                               |
| Antrieb:          | 4 Dampfkessel 4 Dampfturbinen mit Einfachgetriebe 100.000 Wellen-PS auf 4 Propeller |
| Geschwindigkeit:  | 31,6 kn (~ 59 km/h)                                                                 |
| Reichweite:       | 5.800 sm (~ 10.700 km) bei 25 kn (~46 km/h)                                         |
| Besatzung:        | 1569                                                                                |
| Bewaffnung:       | April 1943: 2 × 12,7-cm-L/38 18 × 40-mm-L/60 4 × 20-mm-L/70                         |
| Flugzeuge:        | 24 F6F Hellcat, 9 TBF Avenger                                                       |
| Rufzeichen:       | N F D C                                                                             |
| Spitzname:        | Peerless P                                                                          |

Die USS Princeton (CVL-23) (ursprünglich CV-23) war ein US-amerikanischer leichter Flugzeugträger und das zweite Schiff der Independence-Klasse, die durch Umbauten von vorhandenen Kreuzerrümpfen der Cleveland-Klasse entstand. USS Princeton war das vierte Schiff mit diesem Namen in der United States Navy. Das Schiff wurde auf dem pazifischen Kriegsschauplatz des Zweiten Weltkrieges eingesetzt und sank am 24. Oktober 1944 infolge eines japanischen Luftangriffs.

## Technik
Mehr zur Technik findet sich im Artikel zur Klasse unter Independence-Klasse
Die USS Princeton war etwa 190 Meter lang und über 33 Meter breit und hatte mit einer Einsatzverdrängung von 13.000 tn.l. einen Tiefgang von knapp acht Metern. Ihr Schiffsrumpf basierte auf dem der Cleveland-Klasse-Kreuzer und musste aufgrund der massiveren Aufbauten verbreitert werden. Die Ingenieure erhofften, mit der Verbreiterung des Schiffsrumpfs die Topplastigkeit erheblich vermindern zu können. Alle konstruktiven Maßnahmen lösten dieses Problem nie befriedigend auf. Die USS Princeton, als Independence-Klasse-Träger nur geringfügig größer als die Geleitflugzeugträger, unterschied sich von diesen durch ihren starken Antrieb. Sie konnte aus diesem Grund ähnlich wie ein großer Flottenflugzeugträger eingesetzt werden. Die mit den Kreuzern baugleiche 100.000 PS starke Maschinenanlage trieb vier Propeller an. Die Höchstgeschwindigkeit lag bei 31,6 Knoten.
Das zur damaligen Zeit übliche rechteckförmige Flugdeck war etwa 174 Meter lang und 22,3 Meter breit und hatte zwei Decksaufzüge und ein Katapult. Die Insel musste aus Stabilitätsgründen klein gehalten werden. Vier kleinere Schornsteine standen aus diesem Grund anstelle eines großen. Die Insel war allein Kommandobrücke. Die Operationszentrale lag unter dem Flugdeck. Das Bordgeschwader bestand in Kriegsaufstellung hauptsächlich aus zwei Dutzend F6F-Hellcat-Jagdflugzeugen und aus neun Torpedobombern vom Typ Grumman Avenger.
Die Langwellen-Radare SK und SC-2 sowie das SG-Mikrowellen-Radar wurden im Lauf des Krieges auf dem Schiff installiert. Diese Geräte, montiert auf der Insel und auf einem zusätzlichen Mast zwischen zwei Schornsteinen, ermöglichten Frühwarnungen auf bis zu 180 km Entfernung. Die Defensivbewaffnung der USS Princeton bestand bei ihrer Indienststellung aus zwei jeweils an Bug und Heck montierten 12,7-cm-L/38-Mehrzweckgeschützen, achtzehn 40-mm-L/60- und vier 20-mm-L/70-Maschinenkanonen. Die Mehrzweckgeschütze wurden bereits nach zwei Monaten entfernt, als deren Unzulänglichkeit für den Einsatzzweck festgestellt wurde. 40-mm- und 20-mm-Flugabwehrkanonen, deren Anzahl während des Krieges verändert wurde, bildeten die Luftabwehr. Die in Rumpf und Heck installierten 40-mm-Vierlingsflak wurden im Jahr 1944 mit der Feuerleitanlage Mk 51 nachgerüstet. Diese ermöglichte die wirksame Bekämpfung anfliegender Flugzeuge aus einer Entfernung von mehr als 3,5 km.

## Einsatz

### Bau und Indienststellung

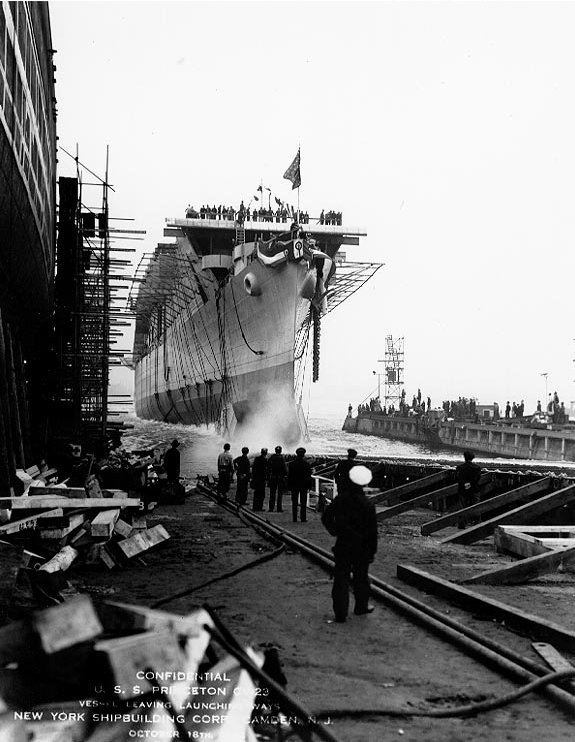
Stapellauf der Princeton am 18. Oktober 1942

Das Schiff wurde im Juni 1940 als leichter Kreuzer Tallahassee (CL-61) bei der New York Shipbuilding Corporation in Camden, US-Bundesstaat New Jersey, bestellt und am 2. Juni 1941 auf Kiel gelegt. Die kleine Zahl an Flugzeugträgern in der US-Marine erforderte nach dem japanischen Überfall auf Pearl Harbor und dem Eintritt der Vereinigten Staaten in den Zweiten Weltkrieg beschleunigtes Handeln. Der vor dem Kriegseintritt der USA ausgearbeitete Plan, der den Umbau vorhandener Kreuzerrümpfe zu Flugzeugträgern vorsah, wurde im Januar 1942 in die Tat umgesetzt. Die Anordnung für den Umbau des fertigen Rumpfs der Tallahassee zum Flugzeugträger erging am 16. Februar 1942.
Das umgebaute Schiff wurde am 18. Oktober 1942 von Mrs. Margaret Dodds, der Ehefrau des damaligen Präsidenten der Princeton University, Harold Dodds, als Flugzeugträger USS Princeton (Registrierungsnummer CV-23) getauft und vom Stapel gelassen. USS Princeton wurde nach Fertigstellung, Aus- und Umrüstung vom Philadelphia Naval Shipyard, am 25. Februar 1943 als zweiter Träger der Independence-Klasse in Dienst gestellt.

### Feuertaufe
USS Princeton fuhr nach dem Abschluss der letzten Erprobungs- und Übungsfahrten in der Karibik durch den Panamakanal in den Pazifischen Ozean, wo sie am 9. August 1943 in Pearl Harbor eintraf. Die USS Princeton sowie ihre aktiven Schwesterschiffe Independence, Belleau Wood, Cowpens und Monterey waren zuvor am 15. Juli 1943 zum Leichten Flugzeugträger (Kennung CVL) umregistriert worden. Die Princeton kam am 25. August 1943 zur Task Force 11 (TF 11) unter Rear Admiral Lee und wurde Flaggschiff der Task Group 11.2 (TG 11.2). Teil der Task Group 11.2 waren neben ihrem Schwesterschiff Belleau Wood auch die Zerstörer Spence (DD-512), Trathen (DD-530), Boyd (DD-544), Bradford (DD-545) sowie zwei Transportschiffe. Aufgabe der Princeton als Schiff der Carrier Air Group 23, die nur über Hellcat-Jagdflugzeuge verfügte, war die Luftraumsicherung während der Besetzung und des Flugplatzbaus auf der Baker- und Howlandinsel. Flugzeuge der Princeton schossen in den ersten beiden Septemberwochen im Operationsgebiet mehrere japanische Emily-Fernaufklärungsflugboote ab und flogen auf dem Heimweg nach Hawaii Luftangriffe gegen feindliche Stellungen auf den Atollen Makin und Tarawa.
Die Princeton fuhr Mitte Oktober 1943 nach Espiritu Santo, wo sie zu „Ted“ Shermans TF 38 um den Flottenträger Saratoga (CV-3) stieß. Ihre Flugzeuge griffen Anfang November japanische Flugfelder auf den nördlichen Salomonen-Inseln Buka und Bougainville an, um die Truppenanlandungen auf Bougainville zu unterstützen. Der in TG 50.4 umbenannte Verband griff am 5. November 1943 den japanischen Marinestützpunkt auf Rabaul an und beschädigte dabei die Kreuzer Takao, Maya, Atago, Mogami und Noshiro sowie zwei Zerstörer schwer. In einem sechs Tage danach erfolgten zweiten Luftangriff wurden die Agano und Naganami beschädigt und die Suzunami versenkt. Shermans Flotte fuhr nach weiteren Luftangriffen gegen die Insel Nauru zu den Gilbertinseln, als Luftdeckung der Invasion der Gilbertinseln. Saratoga und Princeton wurden gegen Ende November 1943 von den Flugzeugträgern Bunker Hill (CV-17) und Monterey (CVL-16) abgelöst. Die Princeton fuhr über Pearl Harbor in die Heimat an die Westküste der USA zurück.

### Marshall-Inseln
Die Princeton fuhr nach Reparatur- und Modernisierungsarbeiten in den Docks des Puget Sound Naval Shipyard am 3. Januar 1944 nach Hawaii und wurde leichter Flugzeugträger der Task Force 58. Die Princeton griff als Schiff der TG 58.4 unter dem Kommando von Rear Admiral Ginders an der Seite ihres Schwesterschiffs Langley (CVL-27), der Saratoga sowie der Kreuzer Baltimore (CA-68), Boston (CA-69) und San Juan (CL-54) und acht Zerstörern vom 29. bis 31. Januar 1944 die Marshall-Atolle Wotje und Taroa an und unterstützte die amphibischen Landungsoperationen auf den Atollen Kwajalein und Majuro. Flugzeuge der Princeton flogen zu Anfang Februar 1944 Aufklärungseinsätze zum Eniwetok-Atoll und zerstörten in einem dreitägigen Luftschlag das japanische Flugfeld auf der Insel Engebi. Der Trägerverband nahm nach einer kurzen Erholungsphase auf Kwajalein erneut Kurs auf Eniwetok, um die unter dem Decknamen Operation Catchpole laufende Invasion des Atolls weiter vorzubereiten und zu unterstützen.
Die Princeton wurde nach dem Ergänzen von Treibstoff, Munition und Proviant auf Espiritu Santo der TG 58.3 unter Rear Admiral Joseph Reeves zugeteilt. Dieser Schiffsverband mit den schweren Kriegsschiffen Yorktown (CV-10), Lexington (CV-16), Langley (CVL-27), Alabama (BB-60) und Canberra (CA-70) griff japanische Stützpunkte auf den Karolinen- und Palau-Inseln an. Task Group 58.3 fuhr weiter nach Hollandia, Niederländisch-Neuguinea, wo sie vom 21. bis 29. April 1944 die im Rahmen der Operation Reckless erfolgten Anlandungen US-amerikanischer Truppen unter General Robert Eichelberger in der Luft und auf See deckte. Trägerflugzeuge der Princeton flogen am 29. und 30. April 1944 Angriffe auf Truk und am 1. Mai 1944 auf Ponape. Princeton nahm im Verband der TG 58.3 dann Kurs auf Pearl Harbor und lief am 11. Mai 1944 dort ein.

### Marianen und Palau-Inseln

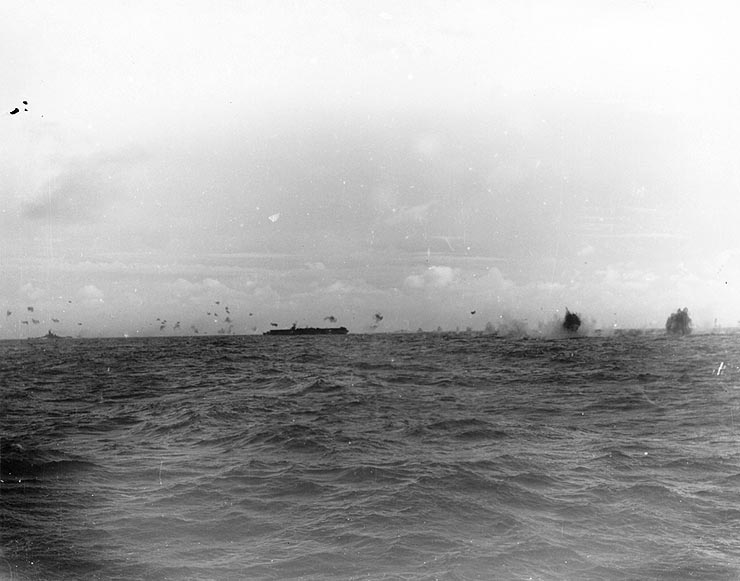
Princeton während eines japanischen Luftangriffs vor Formosa (heute Taiwan), 14. Oktober 1944

TG 58.3 mit veränderter Aufstellung (Lexington (CV-16), Enterprise (CV-6), San Jacinto (CVL-30)) traf zum Ende des Monats Mai 1944 im Majuro-Atoll ein und stieß zu den weiteren Einheiten, die für die kommende Operation Forager bereitgestellt worden waren. Die Inseln Guam, Rota, Tinian, Pagan und Saipan wurden vom 11. bis zum 18. Juni 1944 bombardiert. Alle verfügbaren Trägerverbände wurden danach in Richtung Osten befohlen, um den japanischen Flottenverband unter Admiral Ozawa aufzufangen. In dem unter der Benennung: Seeschlacht in der Philippinensee bekanntgewordenen Treffen standen sich fünfzehn amerikanische und neun japanische Flugzeugträger gegenüber. In der zweitägigen Schlacht, die mit dem Sieg der Alliierten endete, schossen die Flugzeuge der Princeton dreißig sowie ihre Bordflak drei japanische Flugzeuge ab. Die Princeton, zu den Marianeninseln zurückgelaufen, unterstützte die Bodentruppen auf Saipan sowie die im Juli begonnenen Kämpfe auf Guam und auf Tinian.
Die Princeton fuhr am 2. August nach Eniwetok, um Nachschub aufzunehmen. Das dort angekommene Schiff wurde der TG 38.3 unter Rear Admiral Sherman eingegliedert, der auch die Flugzeugträger Lexington (CV-16), Essex (CV-9), Ticonderoga (CV-14), Langley (CVL-27), die Schlachtschiffe Alabama, Massachusetts (BB-59), Indiana (BB-58), South Dakota (BB-57), Washington (BB-56), die Kreuzer Reno (CL-96), Santa Fe (CL-60), Birmingham (CL-62), Mobile (CL-63) und fünfzehn Zerstörer unter seinem Oberbefehl hatte. Vorbereitende Luftangriffe auf dem Palau-Archipel (9. und 10. September) und auf feindliche Flugfelder der Philippinen-Inseln Mindanao und Visayas folgten. Der Flottenverband drehte wenige Tage später wieder gegen die Palau-Inseln ein, um die Mitte September begonnenen Landungen auf Peleliu und Angaur zu unterstützen. TG 38.3 legte im Oktober vom Flottenstützpunkt im Ulithi-Atoll gegen Norden ab, um strategische Ziele auf den Ryūkyū-Inseln und Formosa zu zerstören sowie zur Sicherung der kurz bevorstehenden Rückkehr alliierter Bodentruppen auf die Philippinen.

### Versenkung

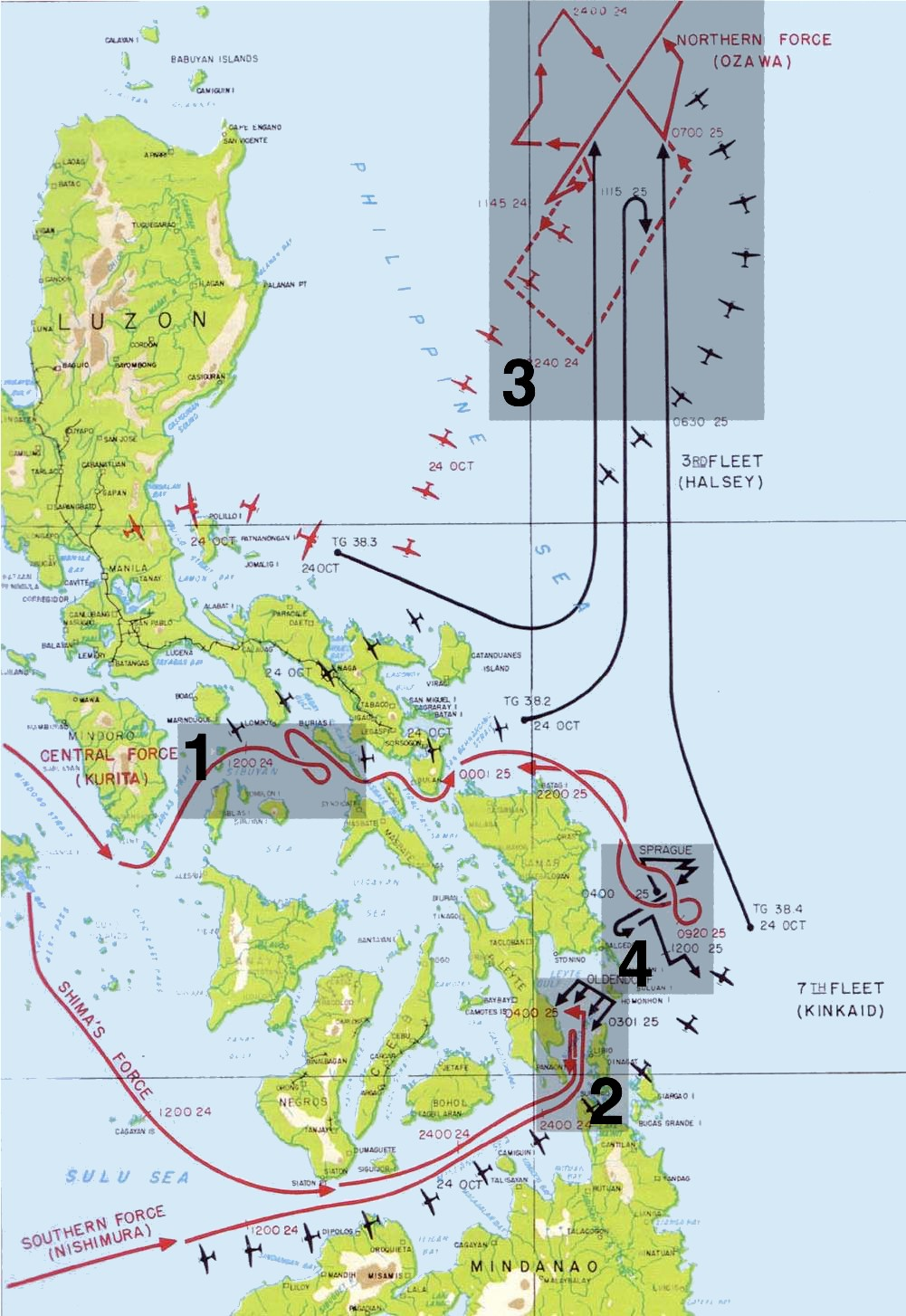
Flottenbewegungen während der Seeschlacht im Golf von Leyte und den Gefechten östlich von Kap Engaño (rot: Japan; schwarz: Alliierte). TG 38.3 befand sich am 24. Oktober 1944 nördlich des mit „1“ gekennzeichneten Feldes.

General Douglas MacArthur begann am 20. Oktober 1944 die Rückeroberung der Philippinen, als Lieutenant General Kruegers 6. US-Armee an der Ostküste der Insel Leyte Fuß fasste. USS Princeton stand zu diesem Zeitpunkt in der TG 38.3 bei den Koordinaten 15° 21′ N, 123° 31′ O, ca. 185 km ostnordöstlich der vor der Hauptinsel Luzon liegenden Polillo-Insel. Ihre Flugzeuge flogen Angriffe gegen Flugplätze, um die Möglichkeit von japanischen Luftangriffen gegen die im Golf von Leyte ankernde US-Invasionsflotte zu verringern. Die US-Trägerflotte wurde am frühen Morgen des 24. von japanischen Aufklärungsflugzeugen erkannt, die ihre genaue Position meldeten. Ein einzelnes feindliches Bombenflugzeug stieß gegen 10:00 Uhr aus den Wolken und warf aus 450 Metern Höhe eine 500-kg-Sprengbombe ab. Die Bombe durchschlug das Deck der USS Princeton vor dem hinteren Flugzeugaufzug und explodierte im Schiffsinneren. Die Schiffsbesatzung bekämpfte das entstandene Feuer. Der Zerstörer Irwin (DD-794) kam nach zehn Minuten längsseits zum Bug der USS Princeton, um verwundete Matrosen zu übernehmen. Die herbeigeeilten Kreuzer USS Birmingham und USS Reno unterstützten die Brandbekämpfung.
Neue Meldungen über anfliegende japanische Flugzeuge gingen gegen 13:30 Uhr ein, nachdem die Flammen auf der USS Princeton eingedämmt worden waren. Die backbordseitig liegende USS Birmingham entfernte sich von der USS Princeton, um diese mit ihrer Bordflak zu beschirmen. Der erwartete feindliche Luftangriff blieb aber aus. Der Kreuzer USS Birmingham kam gegen 15:24 Uhr wieder an die erneut vom Feuer ergriffene USS Princeton heran, als plötzlich eine starke Detonation das Heck des Trägers erschütterte. Die Aufbauten der USS Birmingham wurden von dem Splitterregen und der Druckwelle des explodierenden Fliegerbombendepots der USS Princeton schwer beschädigt. Das Achterdeck des Flugzeugträgers wurde von der Explosion zerrissen.
Die Anstrengungen, den Flugzeugträger vor dem Untergang zu bewahren, wurden verstärkt, aber gegen 16:04 Uhr wurde der Kampf gegen die Flammen erkennbar aussichtslos. Admiral Sherman gab den Befehl, das Schiff zu versenken. Die umliegenden Schiffe nahmen die Besatzung der USS Princeton auf. Zerstörer USS Irwin schoss alle seine Torpedos auf die brennend liegende USS Princeton ab. Der Flugzeugträger sank aber noch nicht. Kreuzer USS Reno setzte das Vernichtungswerk fort, bis die USS Princeton gegen 17:46 Uhr von einer gewaltigen Detonation auseinandergerissen wurde. Das hintere Torpedolager war explodiert. Eine über 500 m hohe schwarze Rauchsäule stand am Himmel. Die USS Princeton versank innerhalb von Minuten. Die Überreste liegen am Meeresgrund bei den Koordinaten 15° 12′ N, 123° 36′ O.
98 Seeleute und zehn Offiziere der USS Princeton fanden in dem Inferno den Tod. 1361 Mann wurden gerettet. Auf dem Kreuzer Birmingham starben 85 Männer, 300 wurden verwundet. Die vorderen Aufbauten des Kreuzers waren schwer beschädigt. Die Druckwelle hatte zwei 5-Zoll-, zwei 40-mm- und zwei 20-mm-Flugabwehrkanonen von Bord geschleudert. Der Kreuzer wurde bis zum Januar 1945 im Dock des Mare Island Navy Yard wieder instand gesetzt. Der Zerstörer Morrison (DD-560) verlor den Vormast und seine Backbordseite wurde zerschmettert. Die Schäden am Zerstörer Irwin (DD-794) waren ebenfalls schwer: die Steuerbordseite war zerschmettert und vordere 5-Zoll-Geschütze sowie der Feuerleitstand zerstört. Der Leichte Kreuzer Reno kam mit einer zerstörten 40-mm-Flak davon.

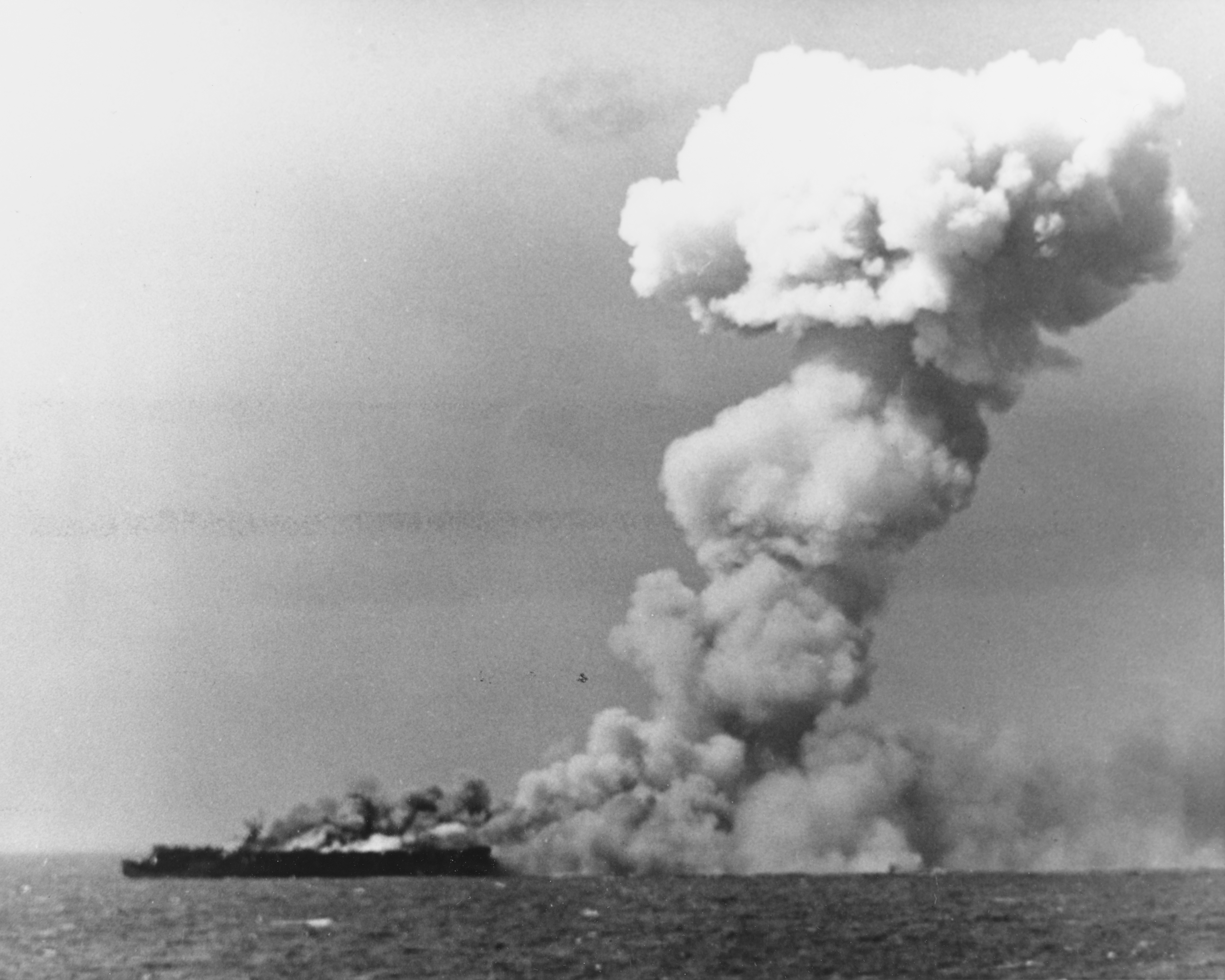
10:01 Uhr: Die Princeton kurz nach dem Bombentreffer
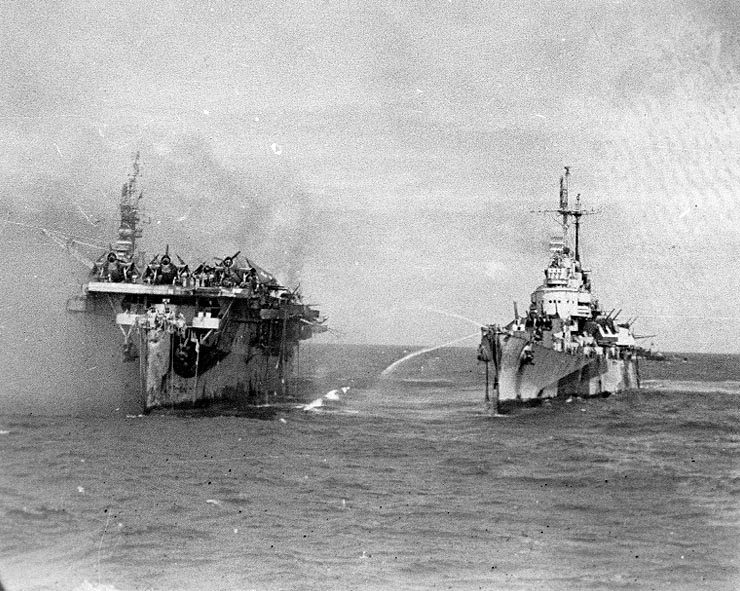
10:55 Uhr: Die Birmingham beginnt mit der Brandbekämpfung
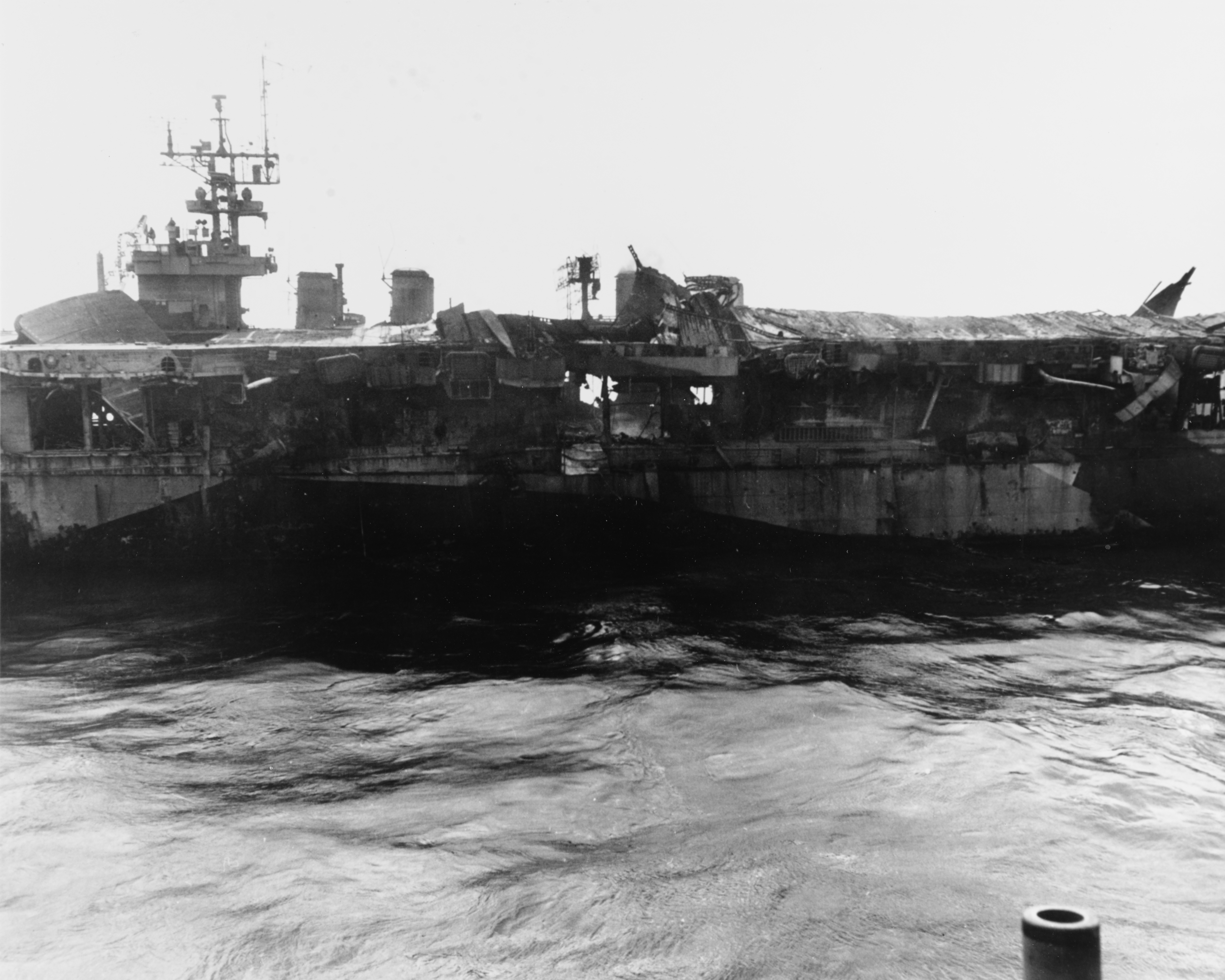
Das aufgewölbte Flugdeck und der aus seiner Führung gerissene vordere Deckaufzug
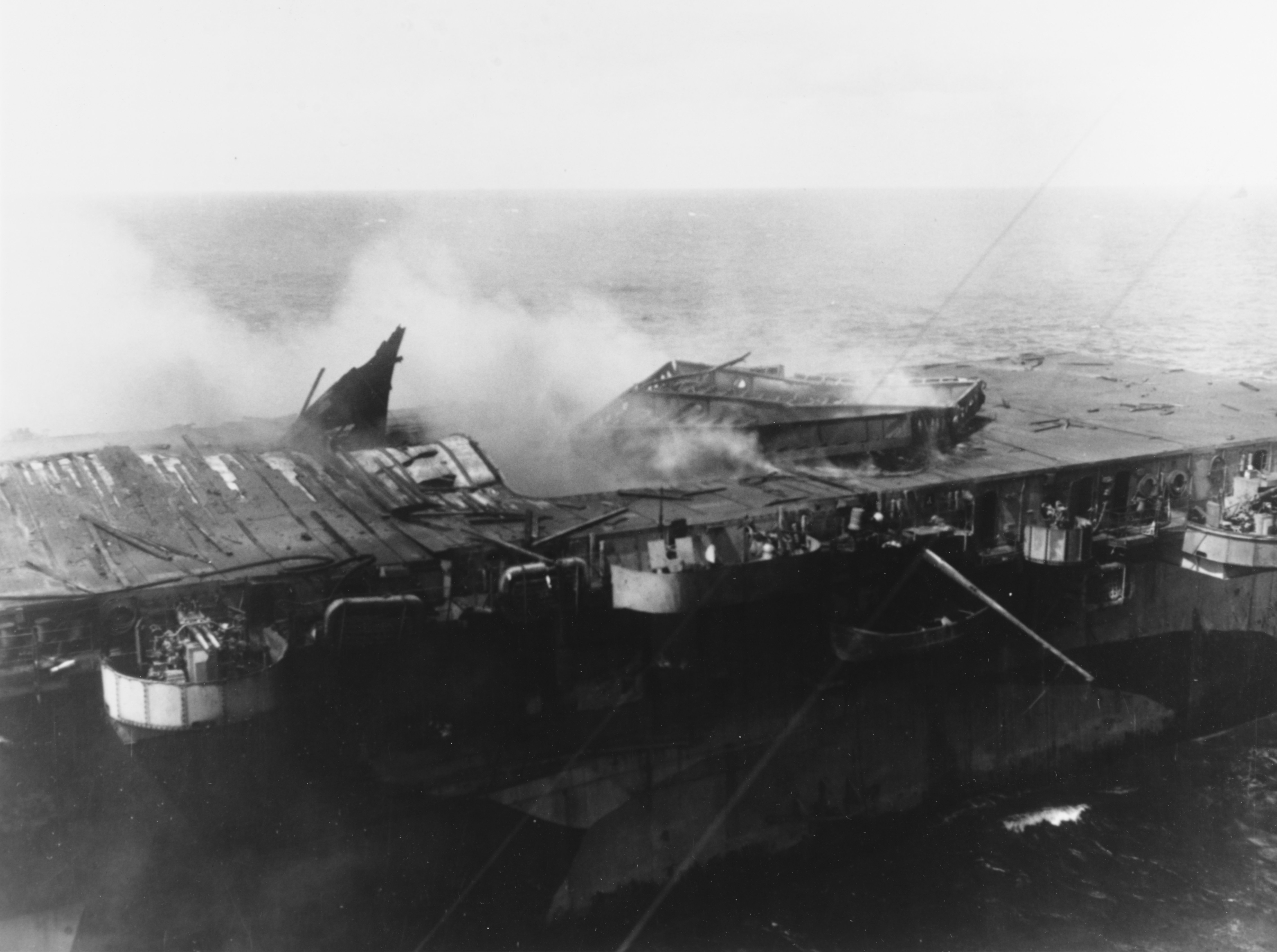
Der hintere Aufzug wurde durch die Detonationswucht der Fliegerbombe aus dem Schacht geschleudert und liegt mit der Rückseite oben auf dem Flugdeck
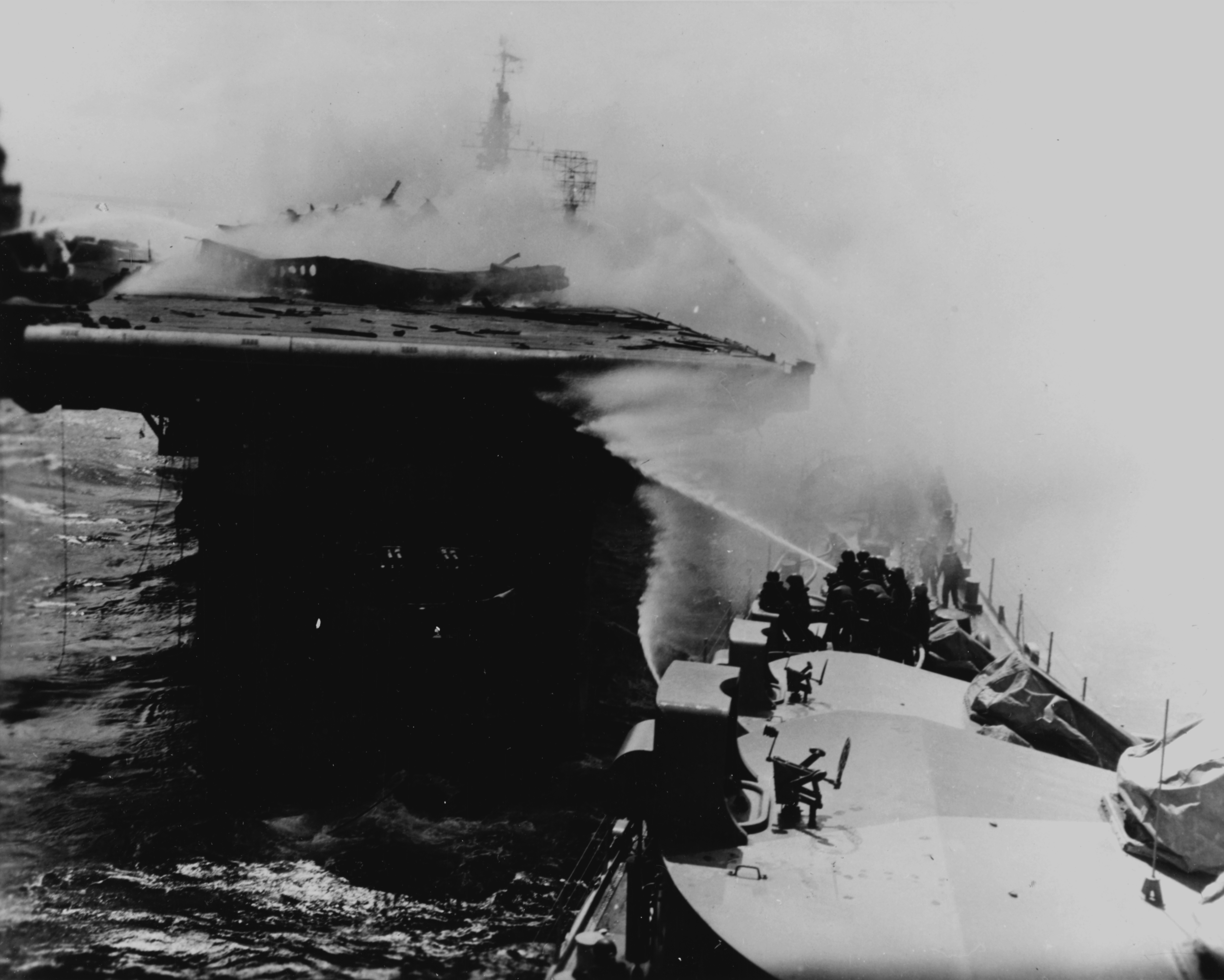
Die Reno am Heck der brennenden Princeton während der Löschmaßnahmen
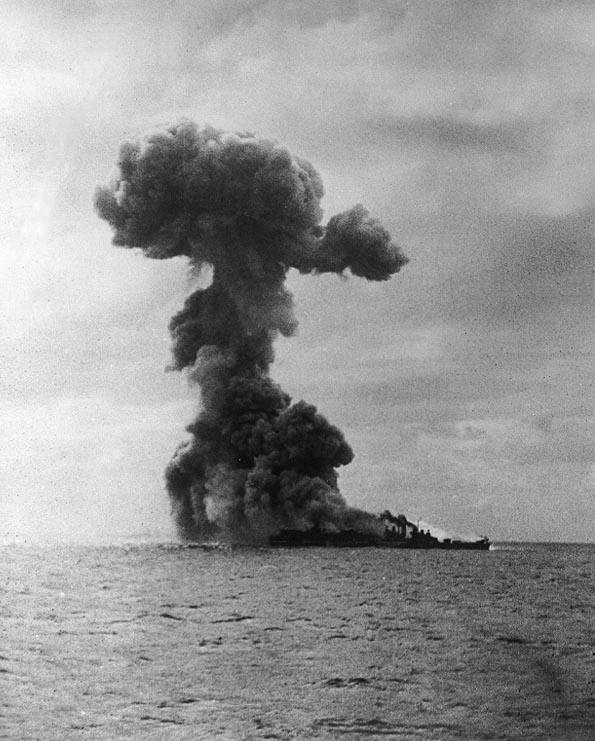
15:24 Uhr: Das Flugbombenmagazin der Princeton explodiert, während die Birmingham noch längsseits liegt (im Vordergrund)
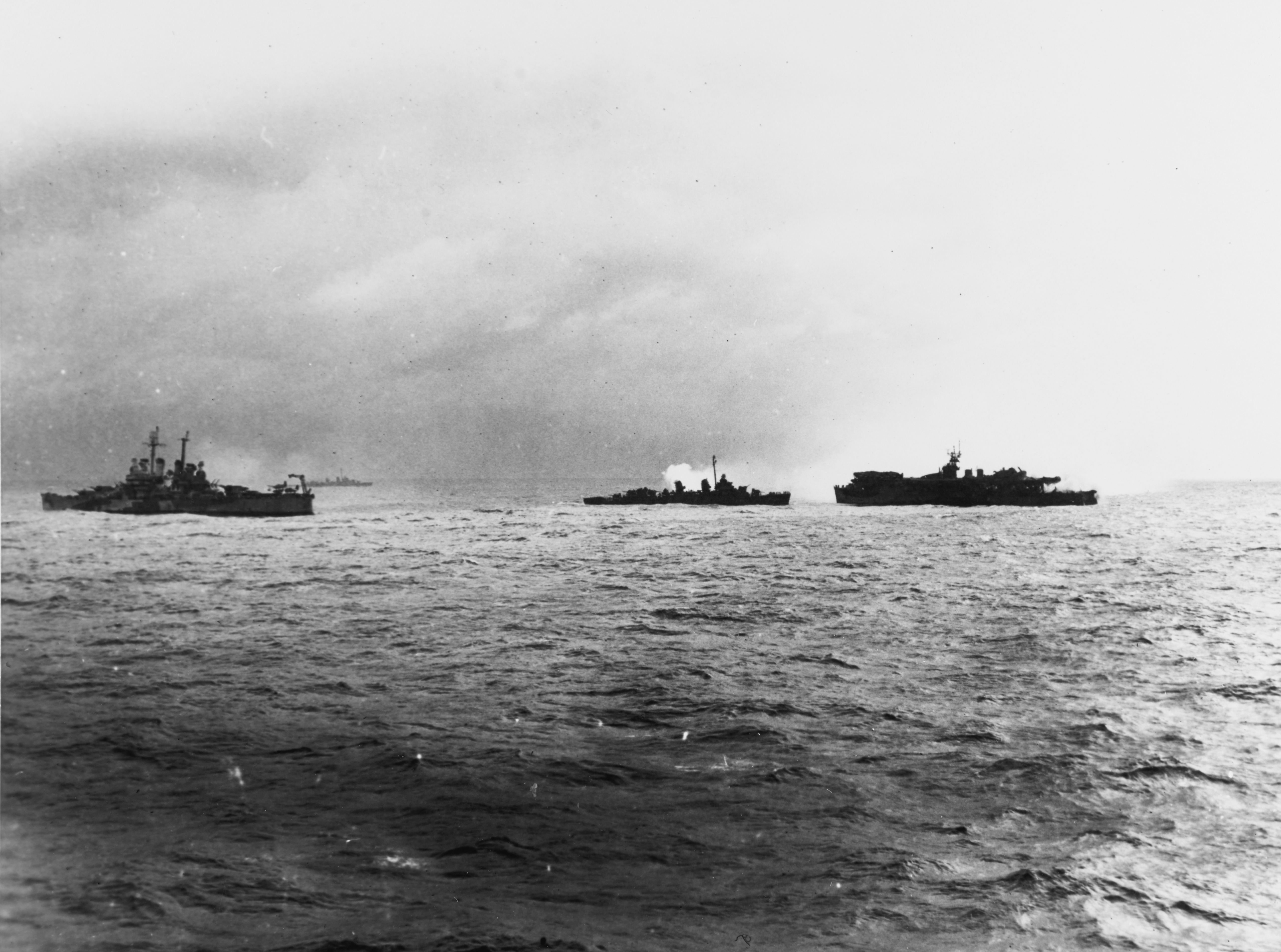
16:04 Uhr: Begleitschiffe entfernen sich von der Princeton (rechts). Man beachte die durch die zweite Explosion verursachten Schäden und den rauchenden Zerstörer (Bildmitte)
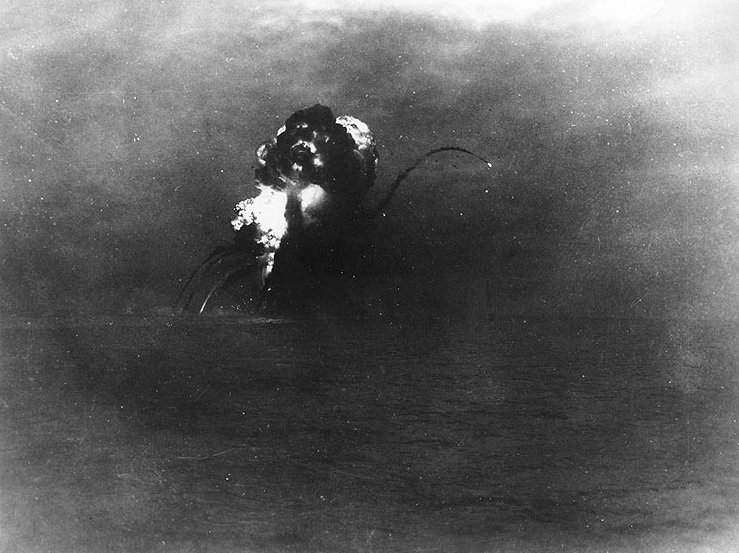
17:46 Uhr: Die Princeton sinkt nach der Detonation des Torpedomagazins, nachdem das Schiff durch Irwin und Reno torpediert worden ist.

## Auszeichnungen
- Die Princeton wurde während ihrer Dienstzeit mit der American Campaign Medal, World War II Victory Medal, Philippine Presidential Unit Citation, Philippine Liberation Medal und der Asiatic-Pacific Campaign Medal mit neun battle stars ausgezeichnet.
- In der Kapelle der Princeton University ist die Flagge ausgestellt, die an Bord der Princeton gehangen hat.
- John M. Hoskins, ehemals Offizier an Bord der Princeton, wurde später der erste Kommandant des 1945 in Dienst gestellten Ticonderoga-Klasse-Flugzeugträgers Princeton (CV-37)

## Weiterführende Informationen